# Хоу Юйчжу
Хоу Юйчжу (кит. упр. 侯玉珠, пиньинь Hóu Yùzhū; р. 7 марта 1963, Юнтай, провинция Фуцзянь, Китай) — китайская волейболистка, нападающая. Чемпионка летних Олимпийских игр 1984 года, чемпионка мира 1986.

## Биография
Волейболом Хоу Юйчжу начала заниматься в 1977 в спортивной школе провинции Фуцзянь. С 1980 выступала за команду «Фуцзянь» в чемпионатах Китая. В 1983—1988 входила в сборную Китая. В её составе становилась победителем Олимпиады-1984, Кубка мира 1985, чемпионата мира и Азиатских игр 1986 года, чемпионата Азии 1987. После выигрыша со сборной бронзовых наград на Олимпийских играх 1988 в Сеуле завершила карьеру в национальной команде. 
В декабре 1985 принимала участие в двух «Гала-матчах» ФИВБ, в которых сборная Китая играла против сборной «Звёзды мира».

## Достижения

### Со сборной Китая
- Олимпийская чемпионка 1984;
  - бронзовый призёр Олимпийских игр 1988.
- чемпионка мира 1986.
- победитель розыгрыша Кубка мира 1985.
- чемпионка Азиатских игр 1986.
- чемпионка Азии 1987;
  - серебряный призёр чемпионата Азии 1983.